# Emma Saïd Ben Mohamed
Emma Saïd Ben Mohamed, de son nom d'artiste Aïcha, est une artiste de cirque et chanteuse française, née le 10 décembre 1876 à Soissons et morte le 18 juillet 1930 à Paris. Elle est la grand-mère maternelle d'Édith Piaf.

## Biographie
Emma Saïd Ben Mohamed naît en 1876, rue de la Paix à Soissons, dans la roulotte de ses parents,, artistes de cirque. Son père, Saïd Ben Mohamed (1827-1890) est un artiste acrobate, il serait né en 1827 (acte de décès de 1890) à Mogador (nom officiel d'Essaouira entre 1912  et 1956) au Maroc,. Ses origines sont controversées, berbère du Maroc selon Albert Bensousan[réf. à confirmer], et selon les confidences rapportées par le secrétaire de l'actrice Arletty, kabyle (berbère de Kabylie, en Algérie) selon sa sœur Denise Gassion et Marcel Cerdan Jr, selon Monique Lange,, d'Algérie selon la revue à potins Vedettes. Sa mère est Marguerite Bracco (1830-1898), née à Murazzano en Italie, elle aussi artiste acrobate. Saïd Ben Mohamed et Marguerite Bracco se sont mariés le 4 février 1853 à Poitiers. Deux des trois sœurs de Marguerite Bracco, Anne et Marie-Élisabeth, ont également épousé des artistes de cirque marocains.
Emma épouse en 1894 Eugène Maillard, rencontré en tournée en Italie, où elle présentait un numéro de puces sauteuses,. De leur union naît, en 1895, une fille, Annetta Maillard, future chanteuse sous le nom de Line Marsa, et future mère d'Édith Piaf.
Selon Arletty, sur La Danse mauresque, l'un des panneaux du Décor de la baraque de la Goulue de Toulouse-Lautrec, Emma Saïd pourrait être la danseuse mauresque assise à droite, derrière son amie La Goulue.
Dans les années 1910, Emma Saïd habite au 91 rue Rébeval dans le XIXe arrondissement, sur les hauteurs de Belleville à Paris. Édith Gassion, future Piaf, sa petite-fille, lui est confiée bébé en 1915 par sa mère, Annetta Maillard, qui est pauvre, a peu la fibre maternelle et est tombée amoureuse d'un homme,. Lors du baptême d'Édith en l'église Saint-Jean-Baptiste de Belleville, en 1917, Emma « née Saïde » (sic) est sa marraine. Emma Saïd est souvent décrite comme une alcoolique qui ne se serait pas occupée de la petite fille, la laissant dans la saleté, en ignorant l'eau et l'hygiène. Ses biberons, selon la légende, se seraient faits au vin rouge, ce que contestent certains biographes. Édith reste environ 18 mois dans la pauvre demeure de sa grand-mère maternelle avant d'être confiée à sa grand-mère paternelle, patronne d'une maison close en Normandie.
Le mari d'Emma, Eugène Maillard, meurt en 1912. Elle se remarie, en 1923, avec un coiffeur, Adolphe Louis Cornu (1867-1937).
Au début des années 1920, elle ne peut plus chanter à cause de sa voix vieillie ; elle devient femme de ménage. Alcoolique et fumeuse, elle meurt en juillet 1930 de la tuberculose.